# سوابو
سوابو هي المنظمة الشعبية لجنوب غرب أفريقيا كانت نقابة عمالية نامبية ذات اتجاه ماركسي، أصبحت حركة كفاح مسلح ثم حزبا سياسيا بمجرد الحصول على استقلال البلاد في عام 1990. وهو عضو في الاشتراكية الدولية.